# Sorgenteich
Sorgenteich este o arie protejată (arie specială de conservare — SAC, sit de importanță comunitară — SCI) din Germania întinsă pe o suprafață de 49,98 ha, integral pe uscat.

## Localizare
Centrul sitului Sorgenteich este situat la coordonatele 51°26′04″N 13°54′12″E / 51.4344°N 13.9033°E.

## Înființare
Situl Sorgenteich a fost declarat sit de importanță comunitară în septembrie 2000 pentru a proteja 1 specie de plante și 5 specii de animale. Situl a fost protejat și ca arie specială de conservare în martie 1981.

## Biodiversitate
Situată în ecoregiunea continentală, aria protejată conține 3 habitate naturale: Ape stătătoare oligotrofe până la mezotrofe, cu vegetație de Littorelletea uniflorae și/sau de Isoëto-Nanojuncetea, Lacuri eutrofice naturale cu vegetație de tip Magnopotamion sau Hydrocharition, Pajiști cu Molinia pe soluri calcaroase, turboase sau argilos-nămoloase (Molinion caeruleae).
La baza desemnării sitului se află mai multe specii protejate:
- plante (1): Luronium natans
- amfibieni (2): buhai de baltă cu burta roșie (Bombina bombina), triton cu creastă (Triturus cristatus)
- mamifere (2): castor (Castor fiber), vidră de râu (Lutra lutra)
- pești (1): țipar (Misgurnus fossilis)

Pe lângă speciile protejate, pe teritoriul sitului au mai fost identificate 21 de specii de plante, 4 specii de amfibieni.